# Ырбан (сумон)
Сумон Ырбан — административно-территориальная единица (сумон) и муниципальное образование со статусом сельского поселения в Тоджинском кожууне Тывы Российской Федерации.
Административный центр и единственный населённый пункт сумона — село Ырбан.

## Население
| 2017 | 2018 |
| ---- | ---- |
| 293  | ↘278 |